# إدوارد راسيل توماس
إدوارد راسيل توماس (بالإنجليزية: Edward Russell Thomas)‏ هو ناشر أمريكي، ولد في 30 ديسمبر 1875، وتوفي في 6 يوليو 1926.